# Supercoppa d'Algeria
La Supercoppa d'Algeria è una competizione calcistica algerina cui partecipano la squadra vincitrice del Ligue 1, la massima serie del campionato algerino di calcio, e la squadra che si è aggiudicata la coppa nazionale.
Si disputò nel 1981 e poi di nuovo nel 1992, 1994 e 1995, prima di essere cancellata. Ripristinata nel 2006, dopo l'edizione dell'anno seguente fu nuovamente cancellata, per poi tornare nel 2013.
La squadra più titolata nella manifestazione è l'MC Alger, che l'ha vinta per tre volte.

## Storia
La Supercoppa d'Algeria è una recente competizione del calcio algerino. Questo è un evento che si svolge in un unico incontro tra i vincitori della Coppa d'Algeria e Algerian Ligue Professionnelle 1. Solitamente l'incontro è domiciliato in Stade 5 Juillet 1962 di Algeri, lo stadio nazionale di Algeria.
Nel 1973, una settimana prima dell'inizio del campionato, è stata organizzata una partita tra il JS Kabylie campione algerino in carica e il MC Alger vincitore della Coppa d'Algeria. Algeria allo Stade du 5-Juillet-1962. Il JSK ha vinto questa partita di gala con 3 gol a 2. Nonostante l'incontro sia stato principalmente amichevole, l'idea di una competizione di tipo "Supercoppa" era appena germogliata nelle menti dei leader del calcio algerino.
Allineandosi con altre nazioni calcistiche, la Federazione calcistica algerina ha organizzato nel 1981 una nuova competizione chiamata "Supercoppa" durante la quale il campione nazionale e vincitore della Coppa in Algeria nella stessa stagione si è scontrato a Algeri per ottenere questo 1 trofeo. Questa prima edizione è stata contrassegnata dalla vittoria del RC Kouba 1° vincitore di questa competizione con un punteggio di 3 gol a 1 di fronte all'USM Alger. Questa competizione si svolgerà attivamente fino al 1995 fino alla sua ultima edizione con un vincitore diverso ogni anno. I Super però non hanno avuto il fervore popolare come previsto visto il contesto di crisi sociale e politica del Paese.
Nel 2006 un facoltoso sponsor, la società "Ring", rappresentante ufficiale di Nokia in Algeria ha avuto l'idea di aggiornare la competizione. Visti gli accordi di sponsorizzazione tra i due partner, FAF Ring e per promuovere questa sfida con un contratto di 4 anni, l'incontro doveva tenersi ogni 1 novembre dopo la stagione per ottenere 2 titoli. Quest'anno non è stato scelto a caso, in quanto i tifosi dei due titoli che sono Coppa d'Algeria e Algerian Ligue Professionnelle 1 sono stati rispettivamente MC Alger e JS Kabylie, sono i due squadre più famose e di maggior successo del calcio algerino. Tuttavia, è stato concordato che questa sarebbe sempre stata la FAF che avrebbe organizzato la competizione e lo sponsor unico di "Ring".
Infine, dopo l'anno 2007, il test è stato nuovamente abbandonato per vari motivi. La modifica 2008, che doveva collocare tra i due club i titoli nazionali Kabyle come il JS Kabylie e il JSM Bejaia è stata annullata a causa del Kabyle ma normalmente la dichiarazione del pacchetto il trofeo torna a bougiotes nonostante il vanitoso proteste interessate ma non è cambiato nulla.
Nel 2009 i campioni in carica del ES Sétif e il vincitore della CR Belouizdad Coppa hanno avuto la stessa sorte a causa del fitto programma della FAF, la cui priorità era concentrata sulla possibile qualificazione del FAF squadra nazionale per la Coppa del mondo in Sudafrica.
Non è stato fino all'anno 2013 per rivedere di nuovo la competizione, ma questa volta co-organizzata dalla Federazione e lega di calcio professionistico, con i partecipanti come ES Sétif e USM Alger.

## Albo d'oro
Risultati:
| *  | Partita chiusasi dopo i tempi supplementari | Partita chiusasi dopo i tempi supplementari | Partita chiusasi dopo i tempi supplementari |
| ** | Partita decisa dai tiri di rigore           | Partita decisa dai tiri di rigore           | Partita decisa dai tiri di rigore           |

| Anno | Vincitore                                                 | Risultato | Finalista                                                          | Luogo                               |
| ---- | --------------------------------------------------------- | --------- | ------------------------------------------------------------------ | ----------------------------------- |
| 1973 | JS Kabylie Vincitore della Championnat National 1972-1973 | 3 - 2     | MC Alger Vincitore dello Coppa d'Algeria 1972-1973                 | Stadio 5 luglio 1962, Algeri        |
| 1981 | RC Kouba Vincitore della Championnat National 1980-1981   | 3 - 1     | USM Alger Vincitore della Coppa d'Algeria 1980-1981                | Stadio 20 agosto 1955, Algeri       |
| 1992 | JS Kabylie Vincitore della Coppa d'Algeria 1991-1992      | 2 - 2**   | MC Oran Vincitore dello Championnat National 1991-1992             | Stadio 5 luglio 1962, Algeri        |
| 1994 | US Chaouia Vincitore dello Championnat National 1993-1994 | 1 - 0     | JS Kabylie Vincitore della Coppa d'Algeria 1993-1994               | Stadio 5 luglio 1962, Algeri        |
| 1995 | CR Belouizdad Vincitore della Coppa d'Algeria 1994-1995   | 1 - 0     | JS Kabylie Vincitore della Championnat National 1994-1995          | Stadio 5 luglio 1962, Algeri        |
| 2006 | MC Alger Vincitore della Coppa d'Algeria 2005-2006        | 2 - 1     | JS Kabylie Vincitore dello Championnat National 2005-2006          | Stadio 5 luglio 1962, Algeri        |
| 2007 | MC Alger Vincitore della Coppa d'Algeria 2006-2007        | 4 - 0     | ES Sétif Vincitore della Championnat National 2006-2007            | Stadio 5 luglio 1962, Algeri        |
| 2013 | USM Alger Vincitore della Coppa d’Algeria 2012-2013       | 2 - 0     | ES Sétif Vincitore della Ligue 1 2012-2013                         | Stadio Mustapha Tchaker, Blindada   |
| 2014 | MC Alger Vincitore della Coppa d'Algeria 2013-2014        | 1 - 0     | USM Alger Vincitore della Ligue 1 2013-2014                        | Stadio Mustapha Tchaker, Blida      |
| 2015 | ES Sétif Vincitore della Ligue 1 2014-2015                | 1 - 0     | MO Béjaïa Vincitore della Coppa d'Algeria 2014-2015                | Stadio Mohamed Hamlaoui, Costantina |
| 2016 | USM Alger Vincitore della Ligue 1 2015-2016               | 2 - 0     | MC Alger Vincitore della Coppa d'Algeria Coppa d'Algeria 2015-2016 | Stadio Mustapha Tchaker, Blida      |
| 2017 | ES Sétif Vincitore della Ligue 1 2016-2017                | 0 - 0**   | CR Belouizdad Vincitore della Coppa d'Algeria 2016-2017            | Stadio Mohamed Hamlaoui, Costantina |
| 2018 | USM Bel Abbès Vincitore della Coppa d'Algeria 2017-2018   | 1 - 0     | CS Constantine Vincitore della Ligue 1 2017-2018                   | Stadio Mustapha Tchaker, Blida      |
| 2019 | CR Belouizdad Vincitore della Coppa d’Algeria 2018-2019   | 2 - 1     | USM Alger Vincitore della Ligue 1 2018-2019                        | Stadio 5 luglio 1962, Algeri        |

## Vittorie per squadra
| Club           | Vincitore | Finali perse | Anni vittorie    | Anni finali perse |
| -------------- | --------- | ------------ | ---------------- | ----------------- |
| MC Alger       | 3         | 1            | 2006, 2007, 2014 | 2016              |
| USM Alger      | 2         | 3            | 2013, 2016       | 1981, 2014, 2019  |
| ES Sétif       | 2         | 2            | 2015, 2017       | 2007, 2013        |
| CR Belouizdad  | 2         | 1            | 1995, 2019       | 2017              |
| JS Kabylie     | 1         | 3            | 1992             | 1994, 1995, 2006  |
| RC Kouba       | 1         | —            | 1981             | N.D.              |
| US Chaouia     | 1         | —            | 1994             | N.D.              |
| USM Bel Abbès  | 1         | —            | 2018             | N.D.              |
| MC Oran        | —         | 1            | N.D.             | 1992              |
| MO Béjaïa      | —         | 1            | N.D.             | 2015              |
| CS Constantine | —         | 1            | N.D.             | 2018              |